# Леопард (полупрам, 1789)
«Леопард» — полупрам Балтийского флота Российской империи, участник русско-шведской войны 1788—1790 годов в том числе первого Роченсальмского и Фридрихсгамского сражений. Во время последнего получил серьёзные повреждения, был оставлен экипажем и захвачен шведским флотом.

## Описание судна
Деревянный парусно-гребной полупрам специальной постройки. Длина судна составляла 32,9 метра, ширина — 10,1 метра, а осадка — 2,1 метра. Вооружение судна в разное время состояло из восемнадцати 24-фунтовых, девяти—десяти 6-фунтовых пушек и от семи до четырнадцати 3-фунтовых фальконетов.

## История службы
Полупрам «Леопард» был заложен 24 октября (4 ноября) 1788 года на стапеле Галерной верфи в Санкт-Петербурге и после спуска на воду 11 (22) мая 1789 года вошёл в состав Балтийского флота России. Сведений о кораблестроителях, строивших судно, не сохранилось.
Принимал участие в русско-шведской войне 1788—1790 годов. В июне 1789 года покинул Кронштадтский рейд и взял курс к Фридрихсгаму вдоль северного берега Финского залива. В результате внезапно налетевшего шквала получил серьёзные повреждения — потерял все мачты, и был вынужден вернуться в Кронштадт. После того, как повреждения были исправлены, в составе отряда с 7 (18) по 13 (24) июля перешёл к Фридрихсгаму для усиления гребного флота. 24 (13) и 14 (25) августа в составе эскадры вице-адмирала принца К. Г. Нассау-Зигена принимал участие в первом Роченсальмском сражении. Осенью 1798 года был оставлен во Фридрихсгаме на зимовку, однако в гавань войти не смог из-за большой осадки, поэтому был вынужден зимовать на рейде.
4 (15) мая 1790 года был включен в отряд капитана 1-го ранга П. Б. Слизова, в составе которого принимал участие во Фридрихсгамском сражении. В течение четырех часов вёл бой с превосходящими силами противника. После того как полупрам получил серьёзные повреждения, а весь боезапас был израсходован, экипаж поджёг и покинул судно. Однако, после того как полупрам был оставлен, он был захвачен шведскими войсками, которым удалось погасить пожар и взять судно в качестве приза.

## Командиры судна
Командирами полупрама «Леопард» разное время служили:
- Д. И. Ознобишин (до июля 1789 года);
- А. В. Певцов (с июля 1789 года);
- П. Я. Гамалея (1790 год).

### Комментарии
1. ↑  108 футов[1].
2. ↑  33 фута[1].
3. ↑  7 футов[1].
4. ↑  По количеству судов в 2,5 раза, по числу орудий в 4 раза[2].